# Gallotia caesaris
Espèce
Synonymes
- Lacerta caesaris Lehrs, 1914
- Lacerta galloti gomerae Boettger & Müller, 1914

Statut de conservation UICN

 LC  : Préoccupation mineure
Gallotia caesaris est une espèce de sauriens de la famille des Lacertidae.

## Répartition
Cette espèce est endémique des îles Canaries. Elle se rencontre à El Hierro et à La Gomera.
Elle a été introduite à Madère.

## Liste des sous-espèces
Selon The Reptile Database (21 janvier 2013) :
- Gallotia caesaris caesaris (Lehrs, 1914) d'El Hierro
- Gallotia caesaris gomerae (Boettger & Müller, 1914) de La Gomera

## Étymologie
Cette espèce est nommée en l'honneur de Cesar Rudolf Boettger et la sous-espèce en référence au lieu de sa découverte.

## Publications originales
- Boettger & Müller, 1914 : Preliminary notes on the local races of some Canarian lizards. Annals and Magazine of Natural History, ser. 8, vol. 14, p. 67-78 (texte intégral).
- Lehrs, 1914 : Lacerta caesaris, sp. n.Abstract of the Proceedings of the Zoological Society of London, vol. 134, p. 41 (texte intégral).